# Saurita mora
Saurita mora là một loài bướm đêm thuộc phân họ Arctiinae. Loài này được Herbert Druce mô tả năm 1897. Loài này có ở Panama.